# Campeonato Europeu de Handebol Feminino
O Campeonato Europeu de Andebol Feminino é a competição principal de andebol (português europeu) ou handebol (português brasileiro) para as seleções nacionais femininas da Europa. A competição acontece a cada dois anos, desde sua primeira edição em 1994. Além de conhecer a campeã e melhor seleção europeia, o torneio também serve como qualificação do continente para o Campeonato Mundial de Handebol Feminino. A Noruega é a seleção que mais conquistou títulos, tendo vencido por 10 vezes (até a edição de 2024) a Dinamarca, a Hungria e a Seleção de Montenegro completam a lista de seleções que conquistaram títulos, tendo conseguido tal feito.

## Finais
| 1994 Detalhes | Alemanha                                                   | Dinamarca  | 27 – 23                 | Alemanha      | Noruega       | 24 – 19               | Hungria    |
| 1996 Detalhes | Dinamarca                                                  | Dinamarca  | 25 – 23                 | Noruega       | Áustria       | 30 – 23               | Alemanha   |
| 1998 Detalhes | Países Baixos                                              | Noruega    | 24 – 16                 | Dinamarca     | Hungria       | 30 – 24               | Áustria    |
| 2000 Detalhes | Romênia                                                    | Hungria    | 32 – 30                 | Ucrânia       | Rússia        | 21 – 16               | Romênia    |
| 2002 Detalhes | Dinamarca                                                  | Dinamarca  | 25 – 22                 | Noruega       | França        | 27 – 22               | Rússia     |
| 2004 Detalhes | Hungria                                                    | Noruega    | 27 – 25                 | Dinamarca     | Hungria       | 29 – 25               | Rússia     |
| 2006 Detalhes | Suécia                                                     | Noruega    | 27 – 24                 | Rússia        | França        | 29 – 25               | Alemanha   |
| 2008 Detalhes | Macedônia do Norte                                         | Noruega    | 34 – 21                 | Espanha       | Rússia        | 24 – 21               | Alemanha   |
| 2010 Detalhes | Dinamarca / Noruega                                        | Noruega    | 25 – 20                 | Suécia        | Romênia       | 16 – 15               | Dinamarca  |
| 2012 Detalhes | Sérvia                                                     | Montenegro | 34-31 após 2 ET (24-24) | Noruega       | Hungria       | 41-38 após ET (33-33) | Sérvia     |
| 2014 Detalhes | Croácia / Hungria                                          | Noruega    | 28 - 25                 | Espanha       | Suécia        | 25 - 23               | Montenegro |
| 2016 Detalhes | Suécia                                                     | Noruega    | 30-29                   | Países Baixos | França        | 25-22                 | Dinamarca  |
| 2018 Detalhes | França                                                     | França     | 24-21                   | Rússia        | Países Baixos | 24-20                 | Romênia    |
| 2020 Detalhes | Dinamarca                                                  | Noruega    | 22-20                   | França        | Croácia       | 25-19                 | Dinamarca  |
| 2022 Detalhes | Montenegro / Macedônia do Norte / Eslovênia                | Noruega    | 27-25                   | Dinamarca     | Montenegro    | 27-25 (ET)            | França     |
| 2024 Detalhes | Áustria / Hungria / Suíça                                  | Noruega    | 31-23                   | Dinamarca     | Hungria       | 25-24                 | França     |
| 2026 Detalhes | Polônia / Romênia / República Checa / Eslováquia / Turquia |            |                         |               |               |                       |            |
| 2028 Detalhes | Noruega / Dinamarca / Suíça                                |            |                         |               |               |                       |            |

## Quadro de medalhas
| Ordem | País       | Medalha de ouro | Medalha de prata | Medalha de bronze | Total |
| ----- | ---------- | --------------- | ---------------- | ----------------- | ----- |
| 1     | Noruega    | 10              | 3                | 1                 | 14    |
| 2     | Dinamarca  | 3               | 4                | 0                 | 7     |
| 3     | França     | 1               | 1                | 3                 | 5     |
| 4     | Hungria    | 1               | 0                | 4                 | 5     |
| 5     | Montenegro | 1               | 0                | 1                 | 2     |
| 6     | Rússia     | 0               | 2                | 2                 | 4     |
| 7     | Espanha    | 0               | 2                | 0                 | 2     |
| 8     | Holanda    | 0               | 1                | 1                 | 2     |
|       | Suécia     | 0               | 1                | 1                 | 2     |
| 10    | Alemanha   | 0               | 1                | 0                 | 1     |
|       | Ucrânia    | 0               | 1                | 0                 | 1     |
| 12    | Áustria    | 0               | 0                | 1                 | 1     |
|       | Romênia    | 0               | 0                | 1                 | 1     |
|       | Croácia    | 0               | 0                | 1                 | 1     |